# Fathi Shaqaqi
Fathi Shaqaqi (in arabo فتحي الشقاقي‎?, conosciuto anche come  Fathi Shqaqi o Fathi Shiqaqi; Gaza, 1951 – Sliema, 26 ottobre 1995) è stato un politico palestinese.
Fu uno dei fondatori del Movimento per il Jihād Islamico in Palestina, primo gruppo palestinese ad effettuare attentati suicidi.

## Biografia
Nato in una famiglia di rifugiati di Jaffa, studiò Matematica all'Università di Bir Zeit, ed in seguito Medicina in Egitto, laureandosi nel 1981. In questo periodo si avvicinò alla Fratellanza Musulmana, e fondò a Gaza, assieme allo sceicco Odeh (soprannome di Abd Al Aziz Awda), l'organizzazione palestinese della Jihād Islamica, come ramo distaccato della Jihād islamica egiziana. Ritornò dopo la laurea nei Territori occupati, svolgendo l'attività di medico a Gerusalemme.
A causa delle sue attività politiche, nel 1983 venne arrestato e condannato ad un anno di prigione dalle autorità israeliane, mentre nel 1986 gli venne comminata una condanna a tre anni. Nell'agosto del 1988 venne deportato nel sud del Libano, da dove si trasferì nel campo profughi di Yarmuk, vicino a Damasco.
Fu uno degli attori chiave della creazione, nel gennaio 1994, di un'Alleanza Nazionale fra Hamas, Jihād Islamica, ed altri otto gruppi afferenti all'OLP, per opporsi agli accordi di Oslo ed al processo di pace con Israele.
È ritenuto essere stato l'ideatore di alcuni degli attentati suicidi avvenuti in Israele nel 1995. Fathi Shiqaqi aveva pubblicato un libretto che giustificava, per la prima volta all'interno dell'Islam sunnita, il terrorismo suicida come pratica del Jihād, rompendo la distinzione sottile che passava fra il togliersi la vita (atto proibito dall'Islam) ed il concetto di martirio.
Il 26 ottobre di quello stesso anno venne ucciso di fronte al Diplomat Hotel di Sliema, a Malta, in circostanze mai chiarite. Shaqaqi, sotto lo pseudonimo di "dottor Ibrahim Shaweshi", era stato a Malta quattro volte a partire dal 1993. In quell'occasione intendeva recarsi a Tripoli per incontrare il leader libico Muʿammar Gheddafi, il quale aveva promesso aiuti finanziari all'organizzazione di Shaqaqi. Di fronte al proprio hotel, Shaqaqi venne avvicinato da un uomo, che lo colpì numerose volte con una pistola munita di silenziatore e di uno speciale contenitore per raccogliere i bossoli sparati. L'assassino scappò dal luogo dell'evento a cavallo di una motocicletta sconosciuta, risultata introdotta a Malta in modo illegale. Per le modalità dell'omicidio, presumibilmente si trattò di un'operazione condotta dal Mossad.
Al suo funerale, tenutosi a Damasco il 1º novembre 1995, presero parte circa 40.000 persone.